# Йотене
Йотене (швед. Götene) — містечко (tätort, міське поселення) у центральній Швеції в лені Вестра-Йоталанд. Адміністративний центр комуни Йотене.

## Географія
Містечко знаходиться у північній частині лена Вестра-Йоталанд за 337 км на південний захід від Стокгольма.

## Історія
У 1952 році Йотене отримав статус чепінга.

## Герб міста
Герб було розроблено як символ торговельного містечка (чепінга) Йотене. Він отримав королівське затвердження 1953 року.
У червоному полі срібний укорочений хрест, обабіч якого по такому ж мечу, спрямованому вістрям вгору, а внизу — срібний круг із золотим хвилястими балками.
Срібно-синій круг символізує джерело Святої Елін (Гелени) з Шевде. Хрест і мечі також уособлюють цю святу, яку за переказами вбили біля цього джерела.
Після адміністративно-територіальної реформи, проведеної в Швеції на початку 1970-х років, муніципальні герби стали використовуватися лишень комунами. Цей герб був 1971 року перебраний для нової комуни Йотене.

## Населення
Населення становить 5 083 мешканців (2018).

## Спорт
У поселенні базується футбольний клуб Йотене ІФ, флорбольний Йотене АІС та інші спортивні організації.

## Галерея

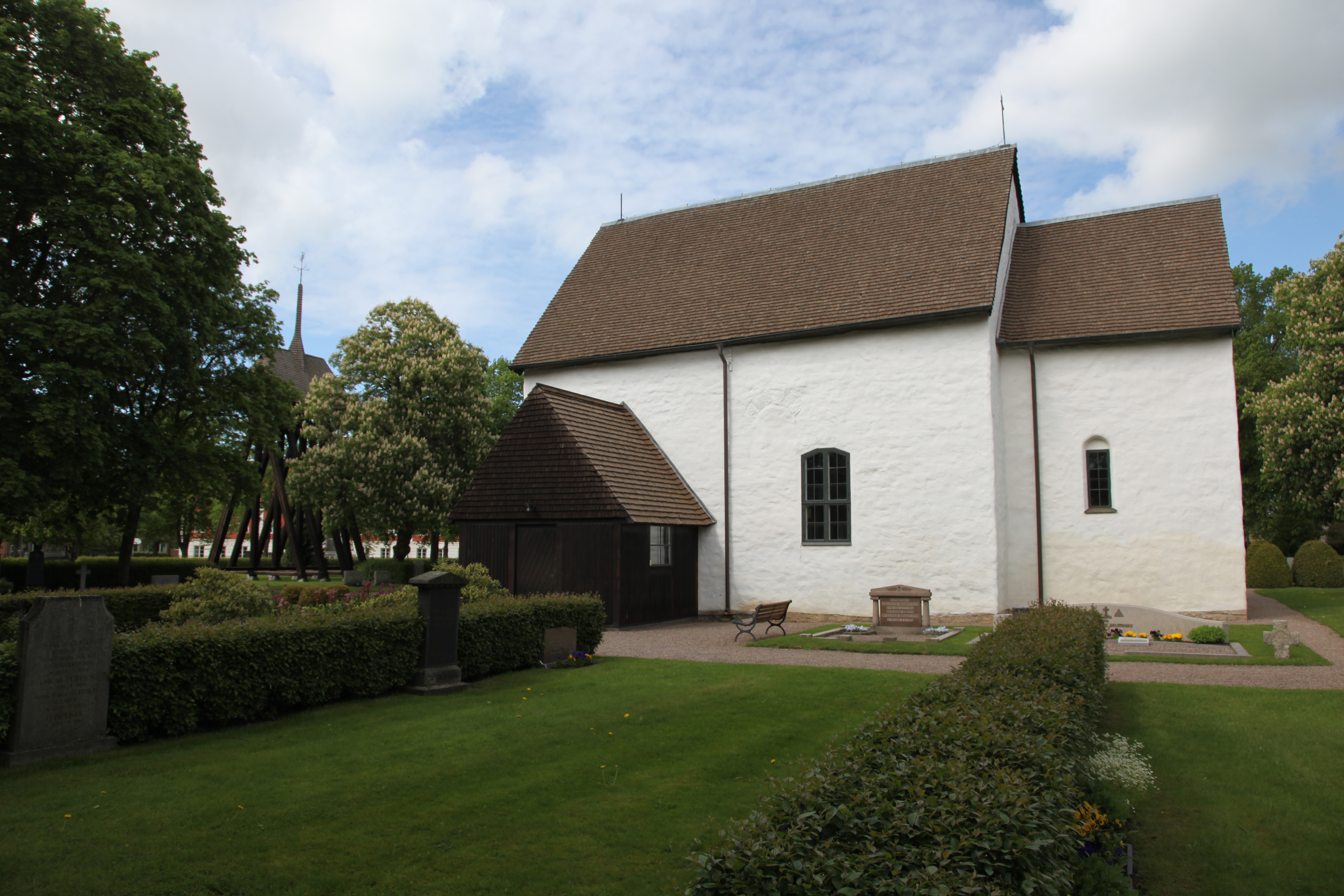
Церква
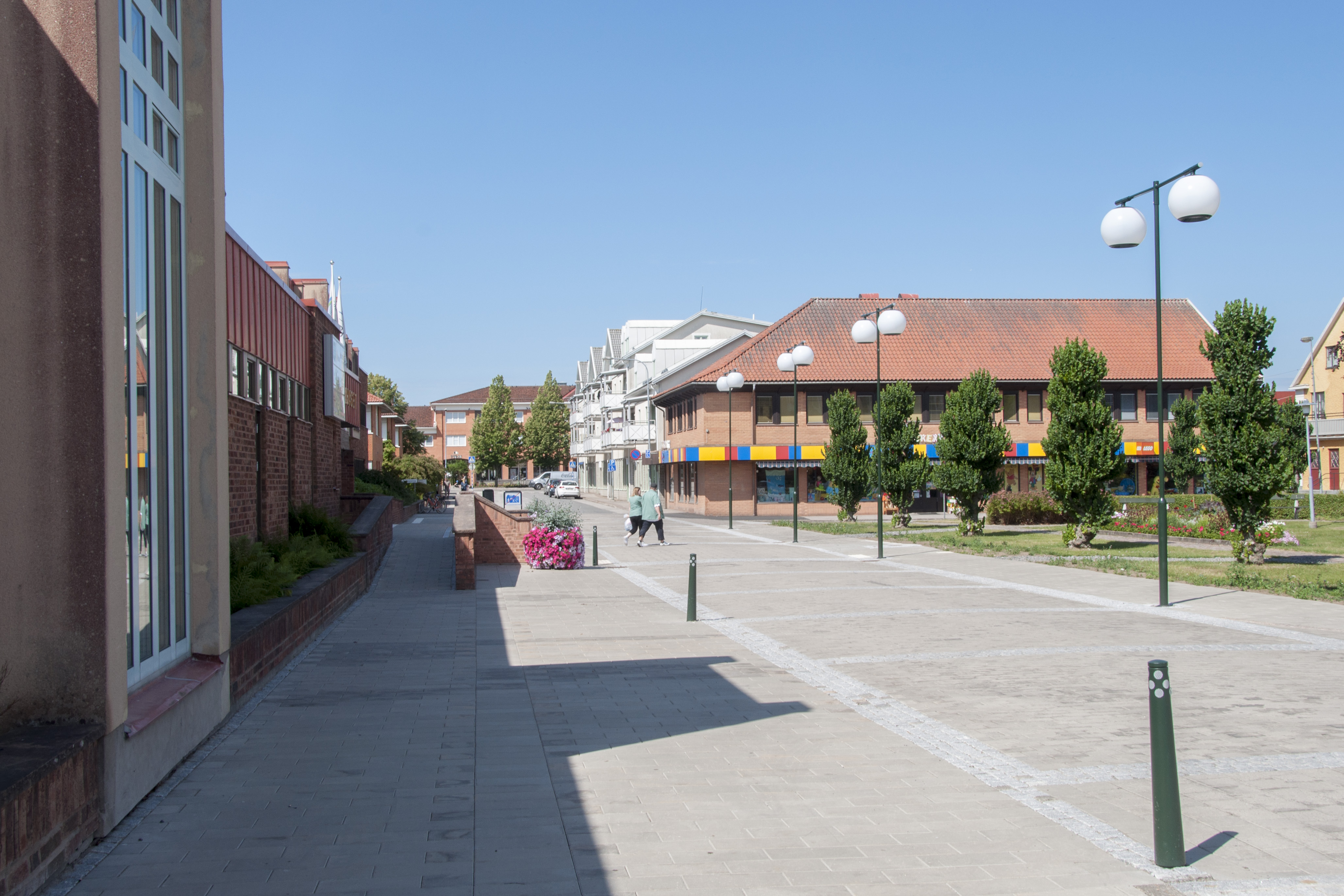
Вулиця Торггатан
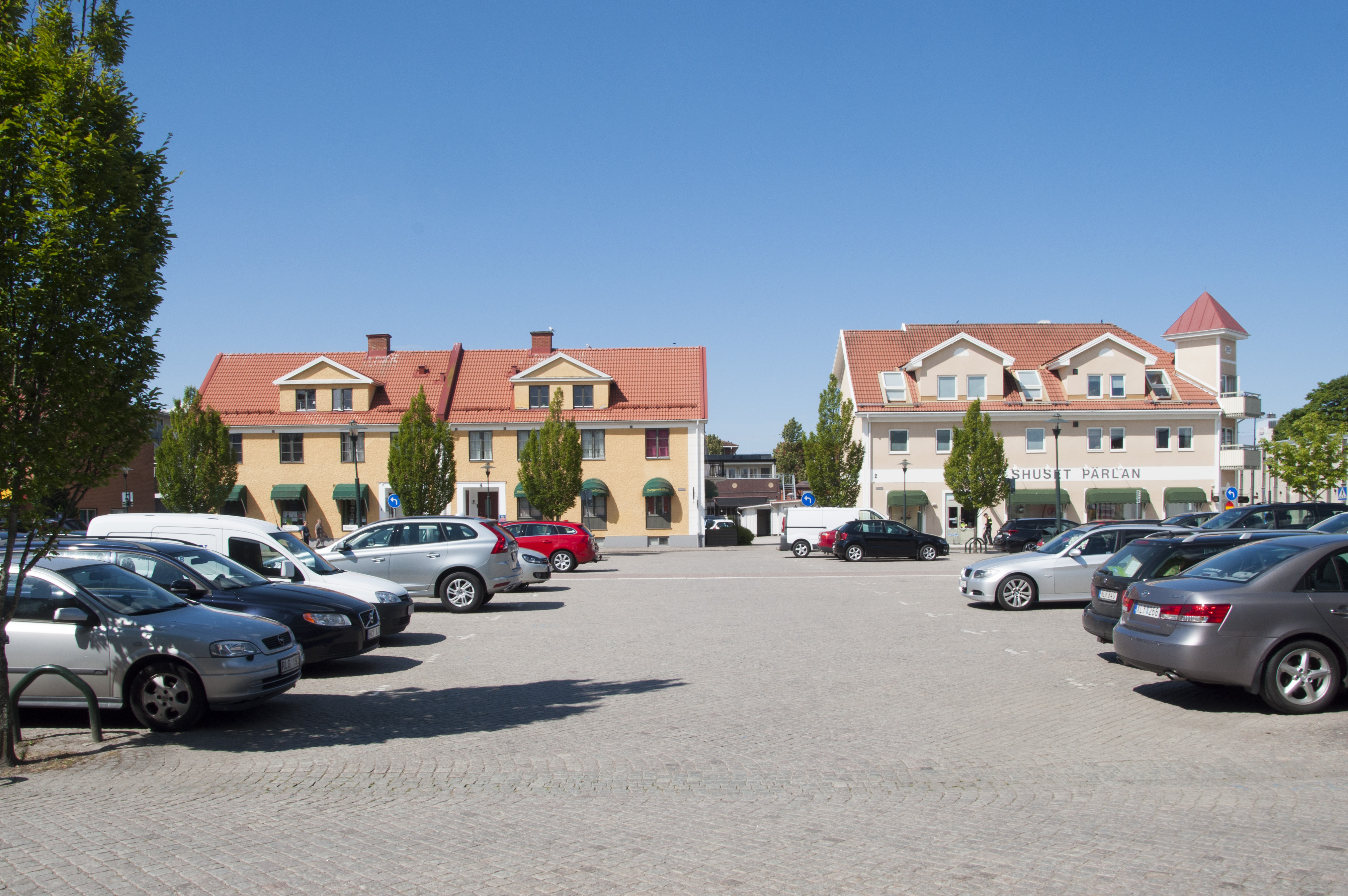
У центрі міста

## Покликання
- Сайт комуни Йотене [Архівовано 24 березня 2022 у Wayback Machine.]